# ان‌جی‌سی ۶۲۴
ان‌جی‌سی ۶۲۴ (انگلیسی: NGC 624) یک کهکشان مارپیچی میله‌ای در صورت فلکی نهنگ است که حدود ۲۶۴ میلیون سال نوری از کهکشان راه شیری فاصله دارد و در ۲۸ نوامبر ۱۷۸۵ توسط ستاره‌شناس آلمانی-بریتانیایی ویلیام هرشل کشف شد.